# Lauttasaarensalmi
Le Lauttasaarensalmi ou Drumsösundet en suédois est un détroit du golfe de Finlande par lequel communiquent les deux baies appelées Seurasaarenselkä et Lauttasaarenselkä. Long d'environ deux kilomètres, il sépare la côte orientale de l'île de Lauttasaari des quartiers ouest de la commune dont elle dépend, en l'occurrence Helsinki, la capitale de la Finlande. Il est en effet orienté selon un axe nord-sud.

## Côtes bordant le détroit
Sur Lauttasaari, à l'ouest, les rivages délimitant le détroit correspondent principalement à ceux de Vattuniemi, un quartier construit dans les années 2000 et partiellement situé en zone inondable. Ces rivages ont connu d'importants aménagements majeurs récemment, et l'on y trouve désormais l'un des quatre ports de plaisance de l'île, qui constitue par ailleurs un district à part entière. Or, les jetées qui forment les deux bassins les plus méridionaux ont manifestement été créées en gagnant sur la mer. La largeur des voies navigables a donc été réduite d'autant. De fait, elle ne mesure plus qu'environ 430 mètres à leur hauteur.
En face, du côté du centre-ville, la côte est tout aussi aménagée, et a également une vocation portuaire, mais cette fois-ci nettement plus lucrative. Connu sous le nom de Länsisatama, le port de commerce de l'Ouest d'Helsinki occupe en effet toute la rive orientale du détroit en s'étalant le long du littoral occidental de la péninsule abritant l'hypercentre de la capitale nordique. Trois districts sont concernés.
Au sud, quand on vient de l'océan Atlantique, ou en tout cas du reste de la mer Baltique ou du golfe de Finlande, on pénètre dans le détroit en laissant le centre de la baie appelée Lauttasaarenselkä derrière soi et l'entrée d'une rade longue d'environ 1 300 mètres à tribord, soit sur sa droite. Ce bassin sépare Hernesaari de son voisin, Jätkäsaari, le premier des trois districts en question. Plus au nord, au centre du bras de mer, on longe ensuite une presqu'île où sont stockés des conteneurs. Ce faisant, on passe Ruoholahti, qui est le deuxième. Le dernier est Lapinlahti, et c'est à sa hauteur que le passage est le plus étroit : Lauttasaarensalmi ne mesure alors que 320 mètres de largeur.

## Franchissement du détroit

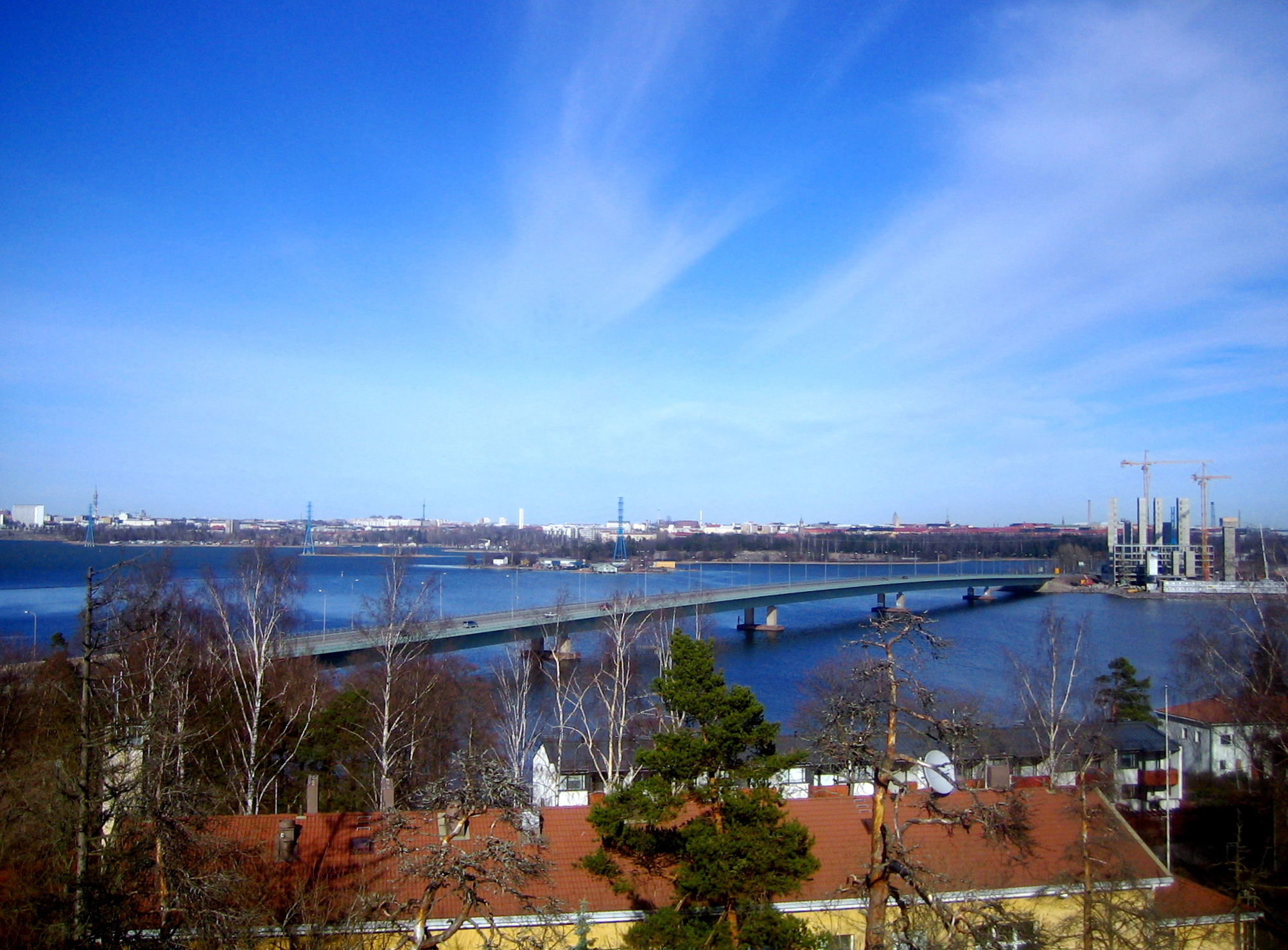
Le pont autoroutier de Lapinlahti franchissant l'extrémité nord de Lauttasaarensalmi.

Le point où le détroit est le plus étroit est également celui par lequel un premier pont routier le franchit. Appelé pont de Lauttasaari, celui-ci a été établi en remplacement d'un prédécesseur construit en 1935 avec des poutres en treillis avant d'être démonté en 1969. Lui-même avait rendu obsolète le bac qui a donné son nom à l'île — lautta signifie bac en finnois. Ce faisant, il avait ouvert la voie au rattachement de la commune de laquelle elle dépendait alors à celle d'Helsinki, ce qui est chose faite quand ladite Huopalahti est absorbée en 1935.
Aujourd'hui, un second ouvrage d'art double le premier par le nord et marque l'extrémité symbolique du détroit, celle où il s'ouvre sur la baie de Seurasaarenselkä. D'une longueur de 597 mètres qui fit de lui le plus long du pays à sa livraison, le pont de Lapinlahti accueille un trafic bien plus important pour être emprunté par l'autoroute Länsiväylä, qui traverse ensuite Espoo avant d'atteindre Kirkkonummi. On compte 56 000 véhicules par jour contre 20 000 sur celui qui se trouve 450 mètres plus au sud.
Pour le reste, un tunnel à usages multiples a été creusé par YIT sous le détroit avec du matériel Atlas Copco. Livré en 2000, cet ouvrage long de 1 200 mètres est situé à une profondeur de 75 mètres sous la surface de la mer, soit à environ soixante-cinq mètres sous terre.

## Eaux du détroit
L'ensemble du bras de mer constitué par la baie de Lauttasaarenselkä et sa voisine du nord n'est pas très profond. Douze mètres de fond est un maximum, et le détroit ne fait pas exception : le tirant d'eau maximum autorisé à l'approche du port est de 7,6 mètres. Cela n'empêche pas les échanges d'eau entre les deux étendues d'être relativement importants et rapides, en tout cas comparativement à ce qui se passe entre Seurasaarenselkä et Laajalahti un peu plus loin.
Comme le reste de la région, le détroit ne souffre plus trop de l'eutrophisation qui fut étudiée au niveau de Seurasaarenselkä le 15 août 1932 et à plusieurs reprises durant l'été 1936. Le traitement des eaux usées s'est généralisé, et moins d'effluents transitent désormais dans le détroit. Certaines espèces représentatives de la faune aquatique de la région y sont d'ailleurs très bien représentées. C'est ainsi que le pont de Lauttasaari en direction du continent serait particulièrement propice à la pêche des harengs. Au début de l'été, ils sont tellement abondants qu'il suffirait d'un crochet brillant sans aucun appât pour en attraper.